# アーヌンド・ヤーコブ
アーヌンド・ヤーコブ（スウェーデン語：Anund Jakob, 1008年 - 1050年）は、1022年から1050年ごろにかけて在位したユングリング家のスウェーデン王。
1008年あるいは1010年に、オーロフ・シェートコヌングとエストリッドの間にヤーコブ（Jakob）として生まれたとされる。スウェーデン王国の第2のキリスト教徒の君主であった間、彼の長くそして部分的に激動の統治はキリスト教の普及を促進した。ゲルマン人やノース人の史料においては、彼について好意的な表現で言及されている。

## 生涯
アーヌンド・ヤーコブはスウェーデンで生まれた。父はオーロフ・シェートコヌング、母はエストリッド。
父の死により王位を継いだが治世前半は庶兄による反乱の鎮圧に追われていたという。成人すると親政を開始した。そんな中、1026年にデンマーク・イングランド王クヌーズ2世によってノルウェー王位を追われかけていたオーラヴ2世がスウェーデンに同盟を持ち掛けてきた。そして王位を固めるため援軍を要請してきた。スウェーデンはデンマークと対立していたがアーヌンドの臣下はクヌーズに戦いを挑んでも負けるだけと思い反対した。だがアーヌンドはこれをクヌーズの北海帝国を打ち破る機会とみてクヌーズと戦うことを決意した。

### ヘルゲアの戦い
1026年スウェーデンのアップランドまたはスコーネのヘルゲ川でデンマーク・イングランド軍600隻対するスウェーデン・ノルウェー連合軍は500隻で海戦が行われたが、結果はスウェーデン・ノルウェー連合軍の敗北で終わり,オーラヴ2世の力は弱体化して1028年にクヌーズによって王位を追われることとなる。

### 後継者問題
アーヌンドはホーコン・シグルツソンの孫娘グンヒルドと結婚したが、2人の間に男子がなかった。アーヌンドは嗣子を残さず1050年に死去し、王位は庶兄にあたるエームンドが継いだ。娘ギーダ（グンヒルド）がおり、デンマーク王スヴェン2世と結婚した。そしてギーダの死後、アーヌンドの妃であったグンヒルドがスヴェン2世の2度目の妃となったとされている。

## 即位

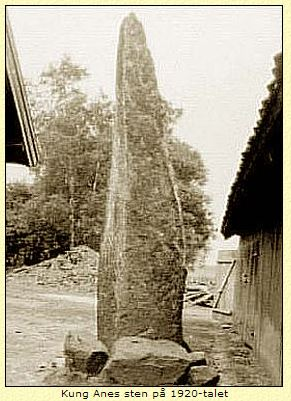
アーヌンドの埋葬地にあったとされる「アネ王の石」

アーヌンド・ヤーコブの治世についての主な史料は、ブレーメンのアダムによるほぼ同時代の教会年代記や、12世紀から13世紀にかけての複数のノルド史、特にスノッリ・ストゥルルソンが著したヘイムスクリングラである。両名はともに、彼の父オーロフ（在位：995年 - 1022年）が死ぬ前に臣下と対立していたと記述している。アダムによると、未だに異教徒であったスヴェアランドの人々は、その熱心なキリスト教徒の君主をヴェステルイェートランド地方へ撤退させた。一方スノッリは、オーロフ王の高圧的な支配がスウェーデン人の反抗を招いたため、彼の幼い息子ヤーコブが王として歓迎された、と主張する。スウェーデン人のディングが彼をその支配者に選ぶことになっていたとき、その出席者らは彼の非スカンディナヴィア風の名前に反対したため、彼らはヤーコブにアーヌンド（Anund）という名を与えた。オーロフとヤーコブは最終的に合意に達した。オーロフはその後も王の称号を持ち続けることになった一方、アーヌンド・ヤーコブは彼と共同統治者となって王国の一部を支配することになり、もしオーロフがさらに問題を起こせば、ヤーコブは農民らを支援せねばならない、とされた。スノッリの年代記によればこれは1019年の出来事である。その3年後にオーロフは死去し、アーヌンド・ヤーコブが唯一の支配者となった。